# Noxin
Noxine (Sing.: Noxin) sind Giftstoffe, die aus abgestorbenem Körpereiweiß, zum Beispiel bei Infektionskrankheiten, Bestrahlung oder toxischer Schädigung von Gewebezellen entstehen. Noxine können die Kapillargefäße schädigen, Ödeme verursachen, sowie Leberschäden und andere Krankheiten auslösen. Im Gegensatz zu Toxinen entstehen Noxine aus körpereigenem Eiweiß und werden definitionsgemäß nicht von Fremdorganismen gebildet.